# Poeira mineral

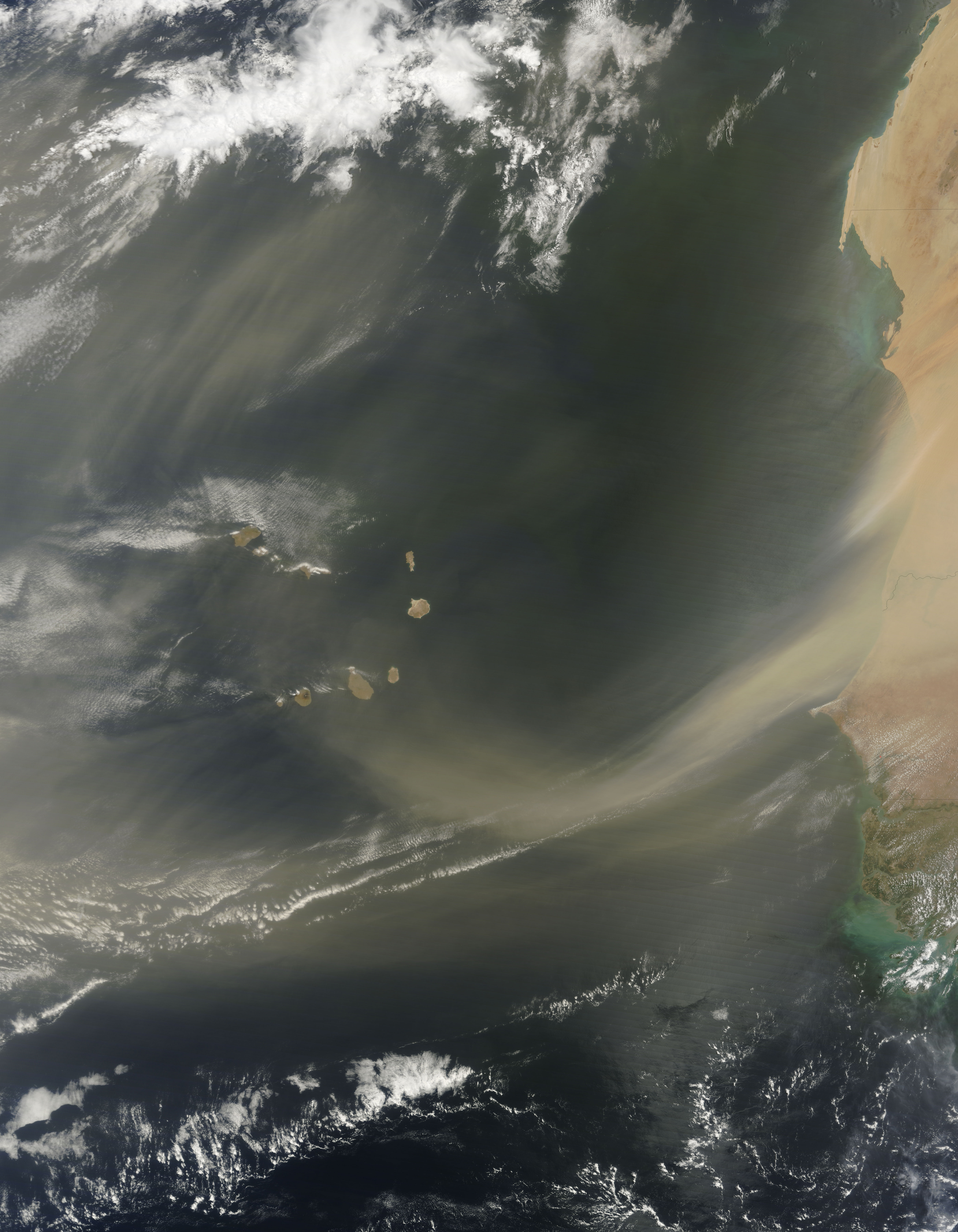
Plumas de poeira na África Ocidental e nas Ilhas de Cabo Verde.

A poeira mineral é um material particulado originado da suspensão de minerais que constituem o solo, composto de vários óxidos e carbonatos. As atividades humanas são responsáveis por 30% da carga de poeira (partículas) transportada pelo ar na atmosfera. O Deserto do Saara é a principal fonte de poeira mineral, que posteriormente se espalha pelo Mediterrâneo (onde é a origem da poeira da chuva) e pelos mares do Caribe até o norte da América do Sul, a América Central, o leste da América do Norte e a Europa. Além disso, ele desempenha um papel importante no influxo de nutrientes para a floresta amazônica. O deserto de Gobi é outra fonte de poeira na atmosfera, que afeta o leste da Ásia e o oeste da América do Norte.

## Características
A poeira mineral é constituída principalmente de óxidos (SiO₂, Al₂O₃, FeO, Fe₂O₃, CaO e outros) e carbonatos (CaCO₃, MgCO₃) que constituem a crosta terrestre.
As emissões globais de poeira mineral são estimadas em 1.000 a 5.000 milhões de toneladas por ano, das quais a maioria é atribuída aos desertos. Embora essa classe de material seja normalmente considerada de origem natural, estima-se que cerca de um quarto das emissões de poeira mineral possa ser atribuído a atividades humanas por meio da desertificação e de mudanças no uso da terra.
Grandes concentrações de poeira podem causar problemas às pessoas com problemas respiratórios. Outro efeito das nuvens de poeira é um pôr do sol mais colorido.

## Poeira do Saara

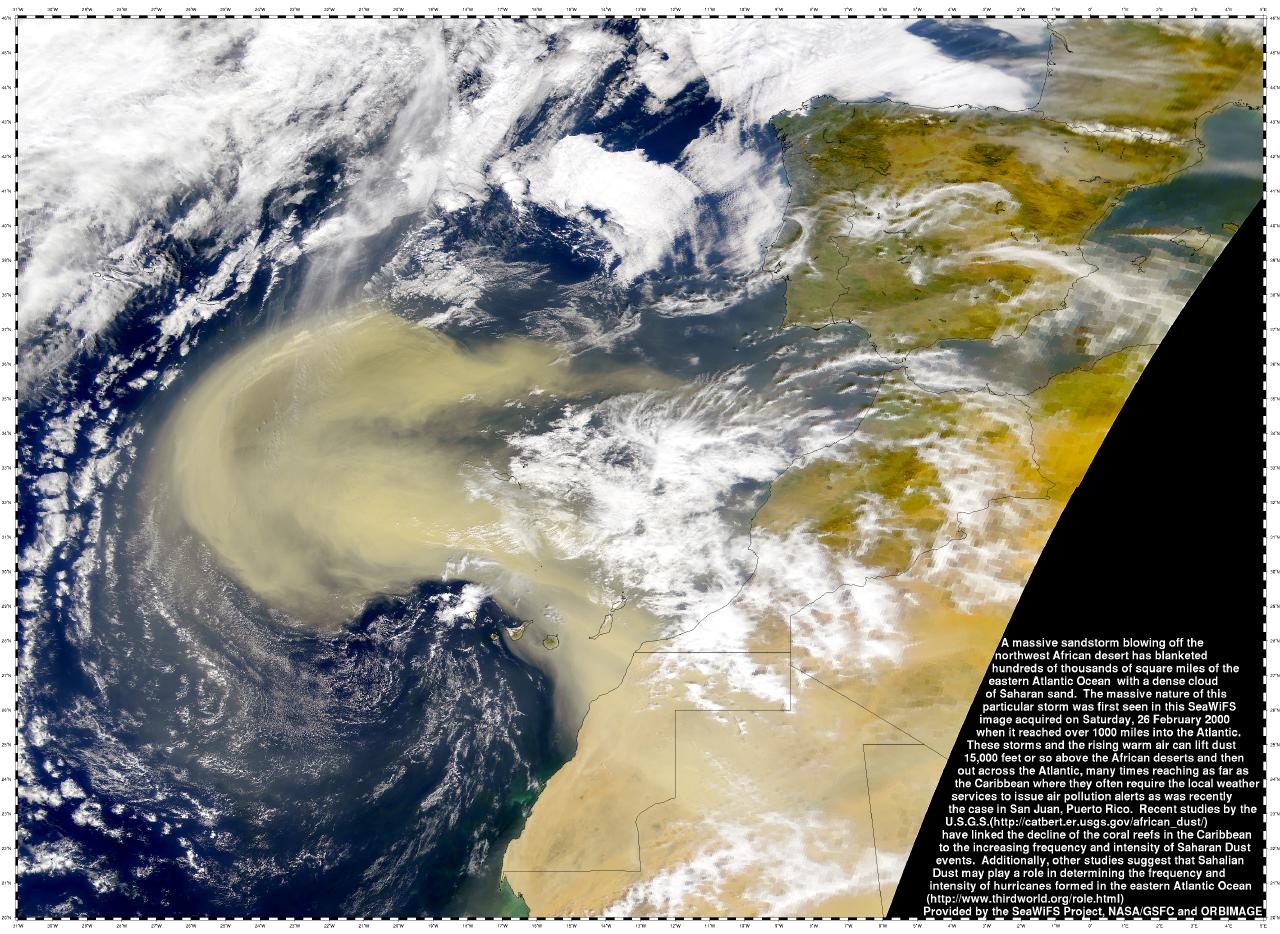
Foto de satélite de uma nuvem de poeira do Saara (2000) sobre o Oceano Atlântico Oriental

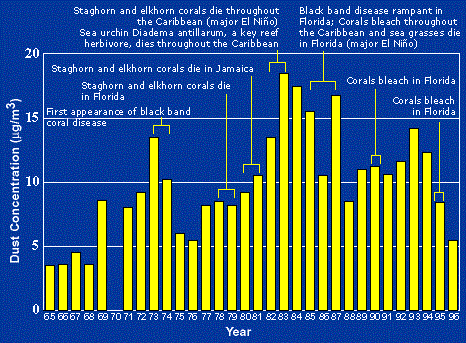
Gráfico que relaciona a poeira a várias mortes de corais no Mar do Caribe e na Flórida.

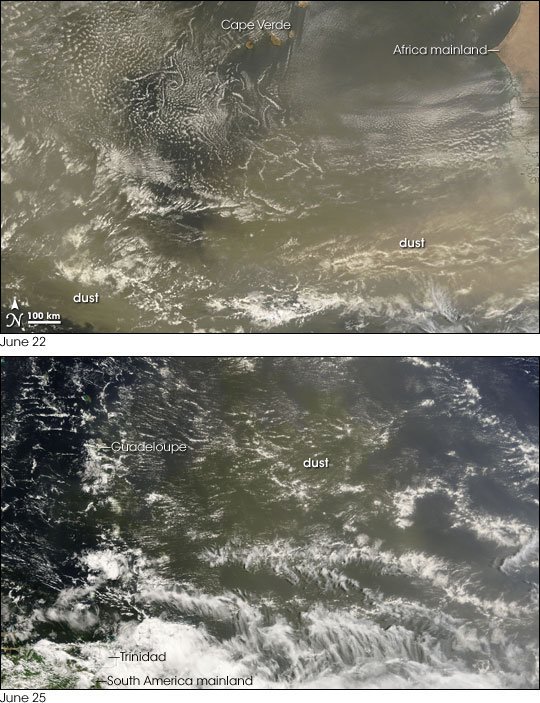
Imagens mostrando a poeira do Saara atravessando o Atlântico

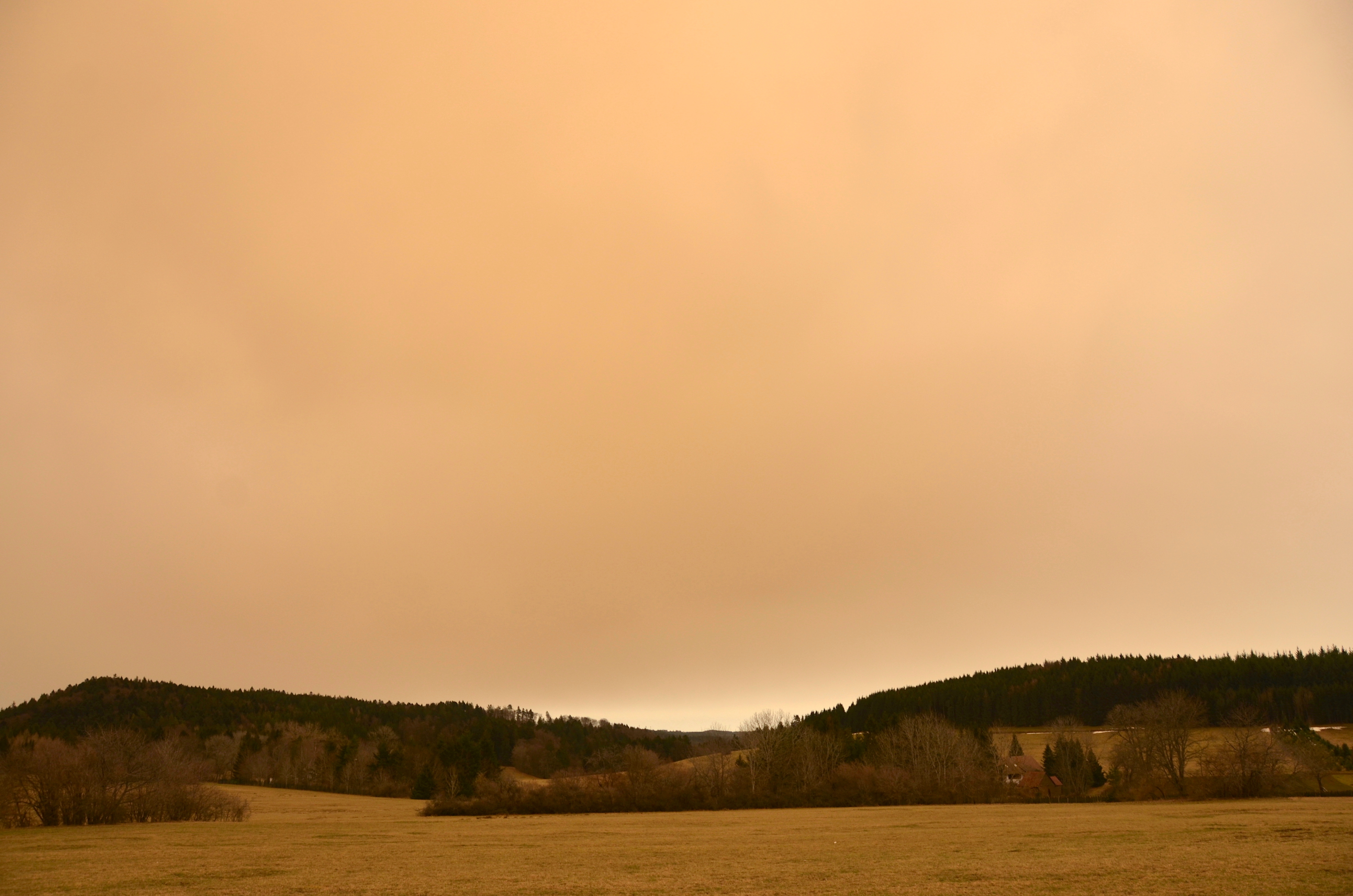
Poeira do Saara vista nos Alpes Suábios (Alemanha)

O Saara é a maior fonte de poeira mineral da Terra (60 a 200 milhões de toneladas por ano). A poeira do Saara pode ser levantada por convecção em áreas desérticas quentes e, assim, atingir altitudes muito elevadas; de lá, pode ser transportada para o mundo todo pelos ventos, cobrindo distâncias de milhares de quilômetros. A poeira combinada com o ar extremamente quente e seco do deserto do Saara geralmente forma uma camada atmosférica chamada Camada de Ar do Saara, que tem efeitos significativos sobre o clima tropical, especialmente porque interfere no desenvolvimento de ciclones.
Há uma grande variabilidade no transporte de poeira pelo Atlântico até o Caribe e a Flórida, de ano para ano. Em alguns anos, a poeira africana é observada ao longo de grande parte da costa leste dos Estados Unidos e é visível no céu. Devido aos ventos alísios, concentrações muito grandes de poeira mineral podem ser encontradas no Atlântico tropical, chegando ao Caribe; além disso, há transporte episódico para a região do Mediterrâneo. As plumas do Saara podem formar iberulitos (uma agregação troposférica específica de materiais) quando essas plumas atravessam o norte da África e o leste do Oceano Atlântico Norte, e frequentemente chegam às áreas circum-mediterrâneas da Europa Ocidental. Na região do Mediterrâneo, a poeira do Saara é importante, pois representa a principal fonte de nutrientes para o fitoplâncton e outros organismos aquáticos. A poeira do Saara carrega o fungo Aspergillus sydowii e outros. O Aspergillus transportado pela poeira do Saara cai no Mar do Caribe e possivelmente infecta os recifes de coral comaspergilose. Ele também tem sido associado ao aumento da incidência de ataques de asma pediátrica no Caribe. Desde 1970, os surtos de poeira pioraram devido a períodos de seca na África. Os eventos de poeira têm sido associados a um declínio na saúde dos recifes de coral no Caribe e na Flórida, principalmente desde a década de 1970.

### Efeito na frequência dos furacões
De acordo com um artigo da NASA, os satélites da NASA mostraram que “o efeito de resfriamento da poeira foi responsável por um terço da queda nas temperaturas da superfície do mar do Atlântico Norte entre junho de 2005 e 2006, possivelmente contribuindo para a diferença na atividade de furacões entre as duas estações”. Houve apenas 5 furacões em 2006, em comparação com 15 em 2005.
Sabe-se que um dos principais fatores que criam os furacões são as temperaturas quentes da água na superfície do oceano. As evidências mostram que a poeira do deserto do Saara fez com que as temperaturas da superfície fossem mais baixas em 2006 do que em 2005.

## Poeira da Ásia

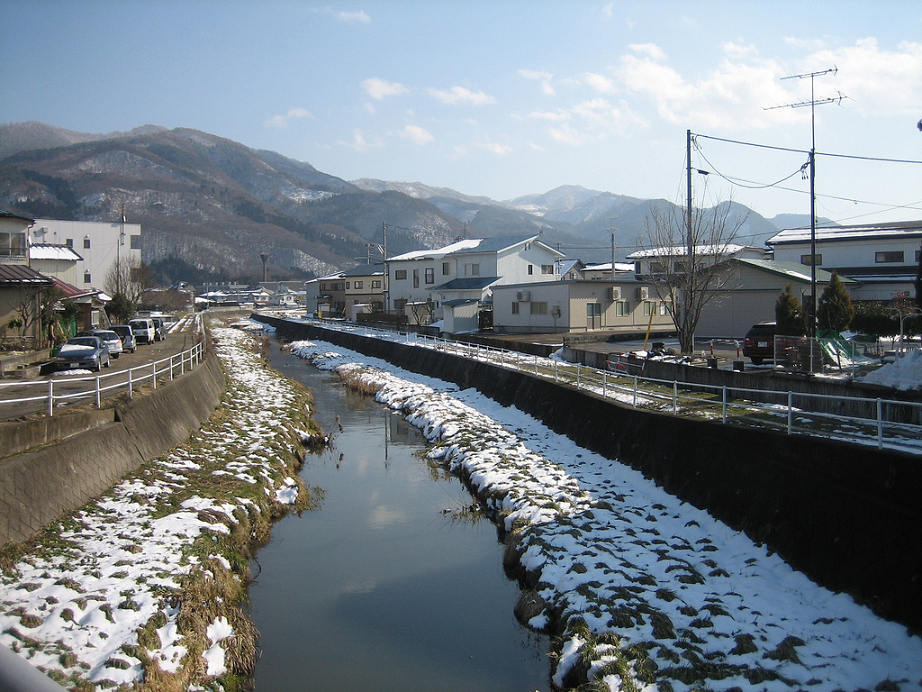
Aizuwakamatsu, Japão, com céu limpo.

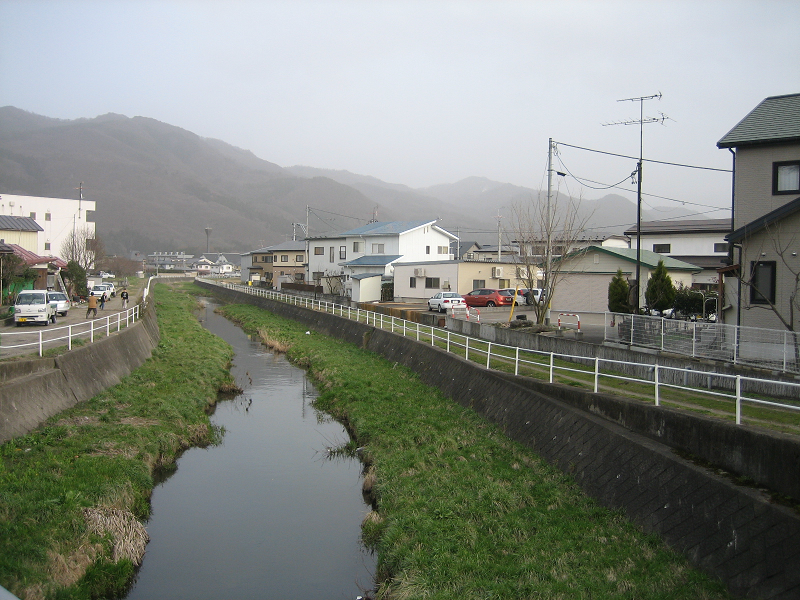
Aizuwakamatsu, Japão envolto em poeira asiática em 2 de abril de 2007

No leste da Ásia, os eventos de poeira mineral que se originam no deserto de Gobi (sul da Mongólia e norte da China) durante a primavera dão origem ao fenômeno chamado de poeira asiática. Os materiais são levados para o leste pelos ventos predominantes e passam sobre a China, a Coreia e o Japão. Às vezes, concentrações significativas de poeira podem ser transportadas até o oeste dos Estados Unidos. As áreas afetadas pela poeira asiática apresentam diminuição da visibilidade e problemas de saúde, como dor de garganta e dificuldades respiratórias. Os efeitos da poeira asiática, no entanto, não são estritamente negativos, pois acredita-se que sua deposição enriquece o solo com minerais importantes.
Um estudo americano que analisou a composição dos eventos de poeira asiática que atingem o Colorado os associa à presença de monóxido de carbono, possivelmente incorporado à massa de ar ao passar por regiões industrializadas da Ásia. Embora as tempestades de poeira no deserto de Gobi tenham ocorrido de tempos em tempos ao longo da história, elas se tornaram um problema acentuado na segunda metade do século XX devido à intensificação da pressão agrícola e da desertificação.

## Poeira da América do Norte
A poeira mineral tem origem em várias fontes no continente norte-americano, incluindo o sudoeste, as Grandes Planícies e o Alasca. No sudoeste, a poeira afeta a saúde humana, a visibilidade, a produtividade dos lagos, e a taxa de derretimento da neve nas Montanhas Rochosas. A deposição de poeira aumentou drasticamente desde o início do século XIX em comparação com o histórico natural devido à intensificação das atividades humanas.

### Relação com a seca
As regiões áridas e semiáridas são naturalmente propensas a emissões de poeira. A umidade do solo é uma variável importante que controla as emissões de poeira, juntamente com a cobertura vegetal, a velocidade do vento e o tipo de solo. Diversos estudos baseados em observações modernas mostram relações positivas (ou seja, o aumento da seca aumenta a poeira) entre a poeira e as condições de seca em cada fase do ciclo da poeira, desde as emissões, à carga atmosférica, à deposição. No entanto, estudos baseados em registros paleo da deposição de poeira (por exemplo, usando sedimentos de lagos) que analisaram especificamente as grandes secas mostram tanto aumentos quanto nenhuma mudança na deposição de poeira. O estudo de Routson mostrou um aumento na deposição durante as grandes secas, mas usou uma medida de concentração de poeira em vez de acumulação, afetada pela taxa de sedimentação. Em vez disso, o estudo de Routson usou taxas de acúmulo de poeira e não encontrou nenhuma diferença entre a deposição de poeira durante anos de seca e grandes secas e a deposição durante condições hidroclimáticas normais. Em vez disso, eles descobriram que a deposição de poeira é mais provavelmente controlada por mecanismos de transporte e fornecimento de sedimentos do que pelo hidroclima. Da mesma forma, Arcusa não encontrou evidências de maior deposição de poeira durante a seca em escalas multidecadais e centenárias. Eles também descobriram que o suprimento de sedimentos desempenhava um papel fundamental, conforme evidenciado por um aumento de 60% na deposição nos anos 1800 devido à aceleração da perturbação da terra.